# ميشيل تشارتراند
ميشيل تشارتراند هو نقابي وسياسي كندي، ولد في 20 ديسمبر 1916 في أترمون في كندا، وتوفي في 12 أبريل 2010 في مونتريال في كندا بسبب سرطان الكلية.